# Garúa
Garúa (z hiszp. "mgła"; znana również jako camanchaca) - gęsta mgła lub mżawka z niskich chmur typu stratus, występująca na zachodnich wybrzeżach Ameryki Południowej, która tworzy surowy, zimny klimat, mogący trwać nawet przez kilka tygodni w czasie zimy, dostarczając ograniczoną ilość wilgoci w tych okolicach.